# Alice Deejay
Alice Deejay — нидерландская музыкальная группа, исполнявшая песни в стиле евродэнс. Группа начала свою карьеру со всемирного успеха сингла «Better Off Alone» 1999 года.

## История
Группа Alice Deejay появилась в 1998 году, в июле 1999 года группа получила мировую известность благодаря синглу «Better Off Alone». Песня достигла топов многих европейских чартов. В Англии сингл получил статус «платинового» и достиг второго места в британском чарте UK Singles Chart, в США — третьего места в Billboard Hot Dance Music/Club Play и 27 места в Billboard Hot 100. Второй сингл, «Back in My Life», вышел в ноябре 1999 года и также достиг успеха во многих европейских странах.
Единственным альбомом группы стал Who Needs Guitars Anyway?, вышедший в марте 2000 года. В течение 2001 года группа гастролировала по миру. В 2002 году участники в последний раз выступили вместе, после чего группа распалась

## Дискография

### Студийный альбом
| Название                  | Информация об альбоме                                                       | Место в чарте | Место в чарте | Место в чарте | Место в чарте | Место в чарте | Место в чарте | Место в чарте | Место в чарте | Место в чарте | Место в чарте | Сертификации |
| Название                  | Информация об альбоме                                                       | NLD           | FIN           | FRA           | GER           | IRL           | NOR           | SWE           | SWI           | UK            | US            | Сертификации |
| ------------------------- | --------------------------------------------------------------------------- | ------------- | ------------- | ------------- | ------------- | ------------- | ------------- | ------------- | ------------- | ------------- | ------------- | ------------ |
| Who Needs Guitars Anyway? | - Релиз: 28 March 2000 - Лейбл: Republic - Формат: CD, LP, digital download | 27            | 7             | 45            | 28            | 8             | 14            | 24            | 12            | 8             | 76            | - BPI: Gold  |

### Синглы
| Название                                                                          | Дата | Место в чарте | Место в чарте | Место в чарте | Место в чарте | Место в чарте | Место в чарте | Место в чарте | Место в чарте | Место в чарте | Место в чарте | Сертификации                                                 | Альбом                    |
| Название                                                                          | Дата | NLD           | AUS           | FRA           | GER           | IRL           | NOR           | SWE           | SWI           | UK            | US            | Сертификации                                                 | Альбом                    |
| --------------------------------------------------------------------------------- | ---- | ------------- | ------------- | ------------- | ------------- | ------------- | ------------- | ------------- | ------------- | ------------- | ------------- | ------------------------------------------------------------ | ------------------------- |
| «Better Off Alone»                                                                | 1999 | 9             | 4             | 6             | 32            | 3             | 3             | 5             | 28            | 2             | 27            | - ARIA: Gold - BPI: Platinum - IFPI SWE: Gold - SNEP: Gold   | Who Needs Guitars Anyway? |
| «Back in My Life»                                                                 | 1999 | 4             | 19            | 11            | 17            | 5             | 1             | 4             | 19            | 4             | —             | - BPI: Gold - IFPI NOR: Gold - IFPI SWE: Gold - SNEP: Silver | Who Needs Guitars Anyway? |
| «Will I Ever»                                                                     | 2000 | 8             | —             | 37            | 33            | 8             | 16            | 10            | 25            | 7             | —             |                                                              | Who Needs Guitars Anyway? |
| «The Lonely One»                                                                  | 2000 | 19            | —             | 60            | 59            | 32            | —             | 24            | 72            | 16            | —             |                                                              | Who Needs Guitars Anyway? |
| «Celebrate Our Love»                                                              | 2001 | 25            | —             | 71            | 71            | 44            | —             | 33            | 85            | 17            | —             |                                                              | Who Needs Guitars Anyway? |
| «Better Off Alone 2015»                                                           | 2015 | —             | —             | —             | —             | —             | —             | —             | —             | —             | —             |                                                              |                           |
| «—» denotes a recording that did not chart or was not released in that territory. |      |               |               |               |               |               |               |               |               |               |               |                                                              |                           |